# Arachidonzuur
Arachidonzuur is een vetzuur dat in principe door het menselijk lichaam kan worden gevormd uit linolzuur of gamma-linoleenzuur, maar toch tot de essentiële vetzuren wordt gerekend. Het komt vooral voor in dierlijke vetten. Anders dan de naam doet vermoeden, is het géén bestanddeel van pindaolie.
Arachidonzuur is een meervoudig onverzadigd vetzuur met 20 koolstofatomen en 4 dubbele bindingen, en behoort tot de familie der omega 6-vetzuren (aangeduid als C20:4 n-6). Het speelt een belangrijke rol in vele stofwisselingsprocessen en is een belangrijke voorloper van bepaalde prostaglandinen en cytokinen.
Door middel van fermentatie van de schimmel Mortierella alpina wordt een arachidonzuurrijke olie bekomen, met meer dan 40% arachidonzuur (als triglyceride). Deze schimmelolie wordt gebruikt in babyvoeding als bron van arachidonzuur. De Europese Commissie heeft op 12 december 2008 een vergunning verleend aan het Japanse bedrijf Suntory Ltd. voor het in de handel brengen van deze olie.
Arachidonzuur verlaagt de ontstekingsremmende werking van omega-3 vetzuren. Gebrek aan deze vetzuren werkt daarom ontstekingsbevorderend.